# Flabelliphilus
Flabelliphilus är ett släkte av kräftdjur som beskrevs av Bresciani och Lützen 1962. Flabelliphilus ingår i familjen Nereicolidae.
Släktet innehåller bara arten Flabelliphilus inersus.